# Verkehrsservice Landkreis Nienburg/Weser

Logo des VLN bis 2019

Der Verkehrsservice Landkreis Nienburg/Weser, bis Ende 2019 Verkehrsgesellschaft Landkreis Nienburg mbH (VLN), ist ein 1997 gegründetes Unternehmen des Öffentlichen Personennahverkehrs (ÖPNV) in Nienburg/Weser. Bereits seit 1987 bestand als Rechtsvorgängerin die Verkehrsgemeinschaft Landkreis Nienburg.

## Organisation und Aufgaben
Gesellschafter sind neben dem Landkreis Nienburg/Weser die Unternehmen MKB-MühlenkreisBus GmbH, Plein & Co., Pussack-Reisen, Verkehrsbetriebe Grafschaft Hoya GmbH, Weser-Ems Bus und Wolters Linienverkehrsbetriebe GmbH.
Mit der Gründung der Verkehrsgesellschaft reagierte man auf die veränderten Verhältnisse im ÖPNV. Die Organisation wurde den neuen Anforderungen entsprechend angepasst. Die VLN ist eine Management- und Servicegesellschaft, die die Aufgaben der alten Verkehrsgemeinschaft wahrnimmt und darüber hinaus für den Landkreis Nienburg/Weser in seiner Eigenschaft als Aufgabenträger des ÖPNV tätig ist. Der Schwerpunkt liegt beim Schülerverkehr.

## Linien
| Linie | Linienart          | Fahrweg | Verkehrsträger                                                                |
| ----- | ------------------ | --- | ----------------------------------------------------------------------------- |
| 1     | Stadtbus           | Nienburg, City Treff – Holtorf                                                                                | Stadtbusgesellschaft Nienburg/Weser mbH \| MittelWeserBus                     |
| 2     | Stadtbus           | Nienburg, City Treff – Mindener Landstraße – Lehmwandlung                                                     | Stadtbusgesellschaft Nienburg/Weser mbH \| MittelWeserBus                     |
| 3     | Stadtbus           | Nienburg, City Treff – Erichshagen                                                                            | Stadtbusgesellschaft Nienburg/Weser mbH \| MittelWeserBus                     |
| 4     | Stadtbus           | Nienburg, City Treff – Alpheide – Langendamm und Zurück                                                       | Stadtbusgesellschaft Nienburg/Weser mbH \| MittelWeserBus                     |
| 5     | Stadtbus           | Nienburg, City Treff – Nordertorschule – Holtorf und Zurück                                                   | Stadtbusgesellschaft Nienburg/Weser mbH \| MittelWeserBus                     |
| 6     | Stadtbus           | Nienburg, City Treff – Leintor – Kattriede/Schäferhof und Zurück                                              | Stadtbusgesellschaft Nienburg/Weser mbH \| MittelWeserBus                     |
| 10    | Regio-Linie        | Nienburg – Lemke – Bühren – Binnen – Liebenau – Wellie – Steyerberg                                           | MittelWeserBus                                                                |
| 15    | Lokal-Linie        | Steyerberg – Wellie – Anemolter – Schinna – Stolzenau                                                         | MittelWeserBus                                                                |
| 16    | Lokal-Linie        | Stolzenau (- Böthel - Hibben / - Müsleringen - Strahle) – Nendorf – Steyerberg                                | MittelWeserBus                                                                |
| 17    | Lokal-Linie        | Deblinghausen - Liebenau - Glissen/Binnen - Nienburg                                                          | MittelWeserBus                                                                |
| 18    | Lokal-Linie        | Nienburg – Lemke – Pennigsehl – Mainsche – Voigtei                                                            | MittelWeserBus                                                                |
| 19    | Lokal-Linie        | Voigtei – Deblinghausen – Düdinghausen – Steyerberg - (Wellie / Sehnsen - Holzhausen -) – Stolzenau           | MittelWeserBus                                                                |
| 20    | Regio-Linie        | Nienburg – Marklohe – Balge – Schweringen – Bücken – Hoya                                                     | VGH                                                                           |
| 21    | Lokal-Linie        | Nienburg – Marklohe – Neulohe – Blenhorst – Wietzen ( - Holte / Harbergen)                                    | VGH                                                                           |
| 22    | Lokal-Linie        | Marklohe – Oyle – Sudhalenbeck                                                                                | VGH                                                                           |
| 23    | Lokal-Linie        | Liebenau – Mainsche – Pennigsehl – Holte – Wietzen                                                            | VGH                                                                           |
| 24    | Lokal-Linie        | Wietzen – Wietzen                                                                                             | VGH                                                                           |
| 26    | Lokal-Linie        | Hoya – Bücken – Warpe – Nordholz – Bücken - Hoya                                                              | VGH                                                                           |
| 27    | Lokal-Linie        | Hoya - Bücken - Duddenhausen - Calle - Bücken - Hoya                                                          | VGH                                                                           |
| 28    | Lokal-Linie        | Hoya – Hoyerhagen – Hoya/-Wechold                                                                             | VGH                                                                           |
| 30    | Regio-Linie        | Nienburg – Drakenburg – Rohrsen – Haßbergen – Gandesbergen – Eystrup – Hoya                                   | VGH                                                                           |
| 31    | Lokal-Linie        | Nienburg – Drakenburg – Rohrsen – Heemsen – Gadesbünden – Anderten – Rethem                                   | VGH                                                                           |
| 32    | Lokal-Linie        | Hoya – Hassel – Eystrup – Hämelhausen                                                                         | VGH                                                                           |
| 33    | Lokal-Linie        | Hoya – Hassel – Eystrup – Gandesbergen – Heidhüsen                                                            | VGH                                                                           |
| 34    | Lokal-Linie        | Eystrup – Gandesbergen – Haßbergen – Rohrsen – Heemsen                                                        | VGH                                                                           |
| 35    | Lokal-Linie        | Anderten – Heemsen – Drakenburg – Rohrsen – Haßbergen – Hoya                                                  | VGH                                                                           |
| 36    | Lokal-Linie        | Haßbergen – Heemsen – Drakenburg – Holtorf – Erichshagen – Steimbke                                           | VGH                                                                           |
| 40    | Regio-Linie        | Nienburg – Stöckse – Steimbke (– Lichtenhorst/ Rodewald)                                                      | MittelWeserBus                                                                |
| 42    | Lokal-Linie        | Nienburg – Linsburg – Steimbke – Sonnenborstel                                                                | MittelWeserBus                                                                |
| 50    | Regio-Linie        | Nienburg – Schessinghausen – Husum – Rehburg-Loccum                                                           | MittelWeserBus                                                                |
| 51    | Lokal-Linie        | Nienburg – Schessinghausen – Husum – Bolsehle - Meinkingsburg                                                 | MittelWeserBus                                                                |
| 52    | Lokal-Linie        | Bolsehe - Schessinghausen - Husum - Heidhausen - Landesbergen                                                 | MittelWeserBus                                                                |
| 53    | Lokal-Linie        | Stolzenau – Leese – Rehburg-Loccum                                                                            | MittelWeserBus                                                                |
| 55    | Lokal-Linie        | Loccum – Münchehagen – Bad Rehburg – Winzlar – Rehburg                                                        | MittelWeserBus                                                                |
| 56    | Lokal-Linie        | Loccum – Münchehagen – Rehburg                                                                                | BürgerBus                                                                     |
| 60    | Regio-Linie        | Nienburg – Estorf – Landesbergen – Leese – Stolzenau – Nendorf – Uchte                                        | MittelWeserBus                                                                |
| 62    | Lokal-Linie        | Uchte – Huddestorf – Raddestorf - Uchte                                                                       | MittelWeserBus                                                                |
| 63    | Lokal-Linie        | Uchte – Jenhorst – Halle – Glissen - Uchte                                                                    | MittelWeserBus                                                                |
| 64    | Lokal-Linie        | Uchte – Woltringhausen – Hoysinghausen - Uchte                                                                | MittelWeserBus                                                                |
| 65    | Lokal-Linie        | Uchte - Darlaten                                                                                              | MittelWeserBus                                                                |
| 70    | Regio-Linie        | Uchte – Warmsen – Lavelsloh – Diepenau – Rahden                                                               | MittelWeserBus                                                                |
| 72    | Lokal-Linie        | Lavelsloh - Bohnhorst - Sapelloh - Warmsen                                                                    | MittelWeserBus                                                                |
| 73    | Lokal-Linie        | Schamerloh - Haselhorn - Großenvörde - Warmsen (- Uchte)                                                      | MittelWeserBus                                                                |
| 74    | Lokal-Linie        | Diepenau - Lavelsloh - Essern - Warmsen                                                                       | MittelWeserBus                                                                |
| 75    | Lokal-Linie        | Diepenau - Nordel - Steinbrink - Essern - (Hauskämpen / Bohnhorst) - Warmsen (- Uchte)                        | MittelWeserBus                                                                |
| 108   | VBN                | Verden/Martfeld - Eitzendorf - Hilgermissen - Hoya                                                            | VGH                                                                           |
| 126   | VBN                | Nienburg – Wietzen – Asendorf – Harbergen                                                                     | Verkehrsbetriebe Diepholz Süd (VDS)                                           |
| 138   | Landesbuslinie VBN | Nienburg – Lemke – Borstel – Siedenburg – Mellinghausen – Sulingen                                            | Verkehrsbetriebe Diepholz Süd (VDS)                                           |
| 150   | Landesbuslinie VBN | Hoya - Hoyerhagen - Bruchhausen-Vilsen - Syke                                                                 | VGH                                                                           |
| 151   | VBN                | Hoya - Bücken - Nordholz - Graue - Asendorf - Bruchhausen-Vilsen - Syke                                       | VGH                                                                           |
| 530   | mhv/VLN            | Petershagen - Glissen - Kreuzkrug - Jenhorst - Uchte                                                          | MKB-MühlenkreisBus                                                            |
| 715   | GVH                | Wunstorf - Hagenburg - Winzlar - Rehburg - Bad Rehburg                                                        | regiobus Hannover                                                             |
| 735   | VBN                | Verden - Dörverden - Hassel - Eystrup (-Hoya)                                                                 | von Rahden                                                                    |
| 835   | GVH                | FAHRRADBUS: Wunstorf – Steinhude – Hagenburg – Münchehagen/Saurierpark – Rehburg – Mardorf – Neustadt a. Rbg. | regiobus Hannover                                                             |
| 2112  | VLS                | Loccum - Münchehagen - Wiedensahl - Niedernwöhren - Meerbeck - Stadthagen                                     | Schaumburger Verkehrs-Gesellschaft / Rottmann & Spannuth Omnibusverkehre GmbH |

Des Weiteren wird Sonderverkehr zu Veranstaltungen angeboten: Karneval Stolzenau, Maiköniginnenfest in Möhlenhalenbeck, Altstadtfest Nienburg, Brokser Heiratsmarkt, und der Werder-Bus.

## Sonstiges
Mit 140 Bussen auf 40 Linien beförderte die VLN im Jahr 2016 ca. 3,9 Millionen Fahrgäste bei einer Kilometerleistung von 3,9 Millionen.
Benachbarte Verkehrsverbünde sind
- die Verkehrsgemeinschaft Landkreis Schaumburg (VLS),
- der Tarifverbund Westfalentarif
- der Großraum-Verkehr Hannover (GVH) und
- der Verkehrsverbund Bremen-Niedersachsen (VBN), in den auch die Samtgemeinden Grafschaft Hoya und Eystrup eingebunden sind.

## Weblink
- Website des Verkehrsservice Landkreis Nienburg/Weser